# Refuse/Resist
Albums de Sepultura
Chaos A.D.
(1993) Roots
(1996)
Refuse/Resist est le 3e album EP du groupe de thrash metal brésilien Sepultura, sorti en 1994 sous le label Roadrunner Records. Le titre de cet album provient de la chanson éponyme, extraite de l'album Chaos A.D..
La pochette du disque figure un homme se jetant contre des barricades, tandis que le livret comporte des photos de Tank Man, l'anonyme qui bloqua la progression des chars lors des manifestations de la place Tian'anmen.

## Musiciens et technique
Sepultura
- Max Cavalera - chant, guitare rythmique
- Andreas Kisser - guitare
- Paulo Jr. - guitare basse
- Igor Cavalera - batterie, percussions

## Liste des titres
| No | Titre                       | Durée |
| -- | --------------------------- | ----- |
| 1. | Refuse/Resist               |       |
| 2. | Inhuman Nature              |       |
| 3. | Propaganda                  |       |
| 4. | Drug Me                     |       |
| 5. | Dead Embryonic Cells (live) |       |
| 6. | Desperate Cry (live)        |       |
| 7. | Orgasmatron (live)          |       |